# Tangskov
En tangskov er et undersøisk område med en høj tæthed af tangplanter. Tangskove regnes for at være blandt de mest produktive og dynamiske økosystemer på Jorden.
Tangskove kendes fra alle Jordens tempererede og arktiske oceaner. I 2007 opdagede man dog også tangskove i de tropiske vande nær Ecuador.
Botanisk set består tangskove som regel af brunalger af Laminaria-ordenen. De danner et unikt tredimensionelt habitat for marine organismer og bruges af videnskaben til at skaffe indsigt i mange økologiske processer og har i det seneste århundrede været fokus for en omfattende udforskning - især indenfor trofisk økologi - og inspirerer fortsat til relevante idéer og indsigter, der rækker ud over deres egen særlige natur.

## Sårbarhed og beskyttelse
Menneskelige aktiviteter fra den moderne civilisation har desværre ofte haft en negativ indflydelse på tangskovenes tilstand. I den sammenhæng kan især nævnes kystnært overfiskeri, som kan forstyrre biodiversiteten, populations-balancerne og vandringerne af visse fiskearter, som så græsser tangskoven ned. Det kan lede til, og har ledt til, hurtig dannelse af golde landskaber, hvor kun relativt få arter kan leve. Én af måderne at tackle problemerne på er implementering af beskyttede marine områder, da det begrænser påvirkningen fra fiskeriet og styrker tangskovene imod andre stress-påvirkninger.

## Tangskove i Danmark
Der findes også tangskove i Danmark, blot i mindre målestok end de områder der vises på figur 2. Tangskovene er én af de mest truede naturtyper herhjemme, blandt andet pga. stenrevenes kraftige tilbagegang. Det har haft en stor negativ indflydelse på ilt-niveauerne i havet og dermed også for fiskebestandene og fiskerierhvervet.
Der er flere tiltag i gang, for at rette op på situationen. Det største og mest bemærkelsesværdige er nok projekt 'Blue Reef' nord for Læsø ved Læsø Trindel. Også i Limfjorden er der projekter i gang. 
Tangskove i Danmark kan opleves på nært hold ved eksempelvis Fornæs på Djursland (Kattegat). Her fæstner tangplanterne sig på sten- og kalk-revene i havbunden og skaber derved føde-, yngle- og gemmesteder for mange fisk og dyr. Det er et yndet område for lystfiskere og bliver også brugt til videnskabelig felt-forskning.

Ved stenglacis på havnemoler ses ofte kraftig tangbevoksning. Det iagttages tydeligst ved lavvande og kan give et indtryk af hvordan tangskove tager sig ud på de større stenrev i havet.

## Galleri
- Udsnit af den store tangskov ved Anacapa Island (Channel Islands) i Californien
- Tangbevoksning på et stenglacis ved Tangkrogen i Aarhus